# Instituto Superior de Ciências da Educação do Uíge
O Instituto Superior de Ciências da Educação do Uíge (ISCED-Uíge) é uma instituição de ensino superior pública angolana, sediada na cidade do Uíge.
A instituição surgiu ligada à Universidade Agostinho Neto, passando à autonomia plena em meio as reformas no ensino superior angolano ocorridas nos anos de 2008 e 2009.
Tem a sua área de atuação restrita á província de Uíge.

## Histórico
O ISCED-Uíge descende do polo de licenciaturas da Universidade Agostinho Neto (UAN) no Uíge, inaugurado em 28 de agosto de 1997. O polo era um dos vários Institutos Superiores de Ciências da Educação (ISCED's) da UAN espalhados por Angola.
Em 2008 o ISCED-Uíge é afetado com a reforma do ensino superior promovida pelo governo de Angola. A reforma propunha a descentralização dos polos da UAN, de maneira que pudessem constituir novos institutos de ensino superior autónomos. De tal proposta o Instituto Superior de Ciências da Educação do Uíge passa à plena autonomia, efetivada pelo decreto-lei n.° 7/09, de 12 de maio de 2009, aprovado pelo Conselho de Ministros.

## Oferta formativa
O ISCED-Uíge tinha, em 2018, as seguintes ofertas formativas a nível de licenciatura e pós-graduação:

### Licenciaturas
As licenciaturas ofertadas são:
- Ensino de Biologia;
- Ensino de Filosofia;
- Ensino de Física;
- Ensino de Geografia;
- Ensino de História;
- Ensino de Lingüística/Francês;
- Ensino de Lingüística/Inglês;
- Ensino de Matemática;
- Ensino de Lingüística/Português;
- Ensino de Pedagogia;
- Ensino de Química;
- Ensino de Psicologia;
- Ensino Especial;
- Ensino Pré-Escolar;
- Ensino Primário.

### Pós-graduação
A nível de mestrado a oferta é a seguinte:
- Psicologia;
- Psicologia Escolar.